# Szfera (műhold)
A Szfera (oroszul: Сфера, GUKOSZ-kódja: 11F621) szovjet geodéziai műhold. A sorozat tagjait 1968–1978 között indították. Ezek voltak a Szovjetunió első geodézia műholdjai. Az 1980-as évek elejétől a Musszon (Geo–IK) műholdak váltották fel.

## Története
A műholdakat a Szovjet Fegyveres Erők Vezérkara Katonai Térképészeti Főcsoportfőnökségének megrendelésére fejlesztette ki az NPO PM (napjainkban: ISZSZ) vállalat az 1960-as éve második felében a KAUR–1 műholdplatform alapjain. A műholdak a Föld felületének (geoid alakjának) meghatározására, valamint a gravitációs mező meghatározására szolgáltak. Méréseikkel rögzítették a kontinensek egymástól való távolságát, feltárták a geofizikai jellegű fizikai jelenségeket. Segítségükkel a Föld alakjáról méteres pontosságú geodéziai és gravitációs térképet készítettek. A műholdakkal végzett mérések alapján pontosították az SZK–42 (Pulkovo–42) vonatkoztatási rendszert és 1977-re megalkották a PZ–77 geodéziai dátumot.

## Jellemzői
A műhold a Ciklon műholdakból kialakított KAUR–1 műholdplatformon alapul. Szabványosított tudományos-kutató űreszköz. Áramforrása kémiai, illetve a hengeres test felületére épített napelemek energiájának hasznosítási kombinációja (kémiai akkumulátorok, napelemes energiaellátás – földárnyékban puffer-akkumulátorokkal).
1968-tól 1978-ig a Pleszeck űrrepülőtérről 18 Koszmosz űregységet bocsátottak fel. Hordozóeszközként a Koszmosz–3M rakétát használták. Az egységeket 1200-1400 kilométeres magasságban állították szolgálatba. Hasznos tömegük 600-880 kilogramm között mozgott.
Az első Koszmosz–203-as űregységet 1968. február 20-án indították. A második műhold indítása 1968. június 4-én technikai okok miatt sikertelen volt. Az utolsó Koszmosz–1067-et 1978. december 26-án indították, szolgálati ideje 1980. május 1-jéig tartott.

## Indítások
Az összes Szfera műholdat Pleszeckből indították Koszmosz–3M hordozórakétával. Összesen 18 indítás történt, melyből egy volt sikertelen. A sikertelen indítást kivéve mindegyik műhold Koszmosz sorozatjelzést kapott.